# Santa María la Mayor-misszió
A Santa María la Mayor-misszió egy 17. században alapított jezsuita misszió volt a mai Argentína területén. Fennmaradt romjai a guaraní indiánok jezsuita missziói gyűjtőnevű világörökségi együttes részét képezik.

## Története
A missziót 1626-ban alapította a jezsuita Diego Boroa és Claudio Ruyer, végleges helyét a század végén foglalta el. Működött benne egy nyomda is, amely 1722 és 1724 között olyan fontos könyveket adott ki, mint Antonio Ruíz de Montoya atya guarani nyelvvel foglalkozó művei (köztük egy szótár) és a Nicolás Yapuguay által írt A katekizmus magyarázata. Ezek a könyvek (a loretói és a San Francisco Javier-i nyomdák termékeivel együtt) voltak az elsők, amelyeket a mai Argentína területén nyomtattak.
1744-ben 933 lakója volt, de amikor 1767-ben a jezsuitákat elüldözték az összes spanyol gyarmatról, elhagyatottá vált. Utolsó éveiből tudjuk, hogy a hozzá tartozó földeken nagy számú szarvasmarhát, juhot és lovat tartottak. Az elhagyatott épületeket végül 1817-ben a portugálok pusztították el. A misszió 1984-ben került fel a világörökségi listára.

## Leírás
A romterület Misiones tartomány Concepción megyéjében található a 2-es tartományi főút mellett (attól északra) Posadastól 127 km-re, La Corita település mellett. Egy kisebb dombon fekszik a Santa María nevű patak mellett, mintegy 4 km távolságra az Uruguay folyótól. A romokat erdő veszi körül.
A fő épületek kőalapzatra épültek kőből vagy vályogból, az indián lakók házai mind vályogból készültek. Nem csak épületek maradtak fenn, hanem a csatorna- és az öntözőrendszer egyes részei is.
Ma a helyszínre érkezőket látogatóközpont és múzeum várja, valamint rendelkezésre áll minibár és mosdó is. A régészek számára műhely, lakóépületek és raktár létesült.

## Képek

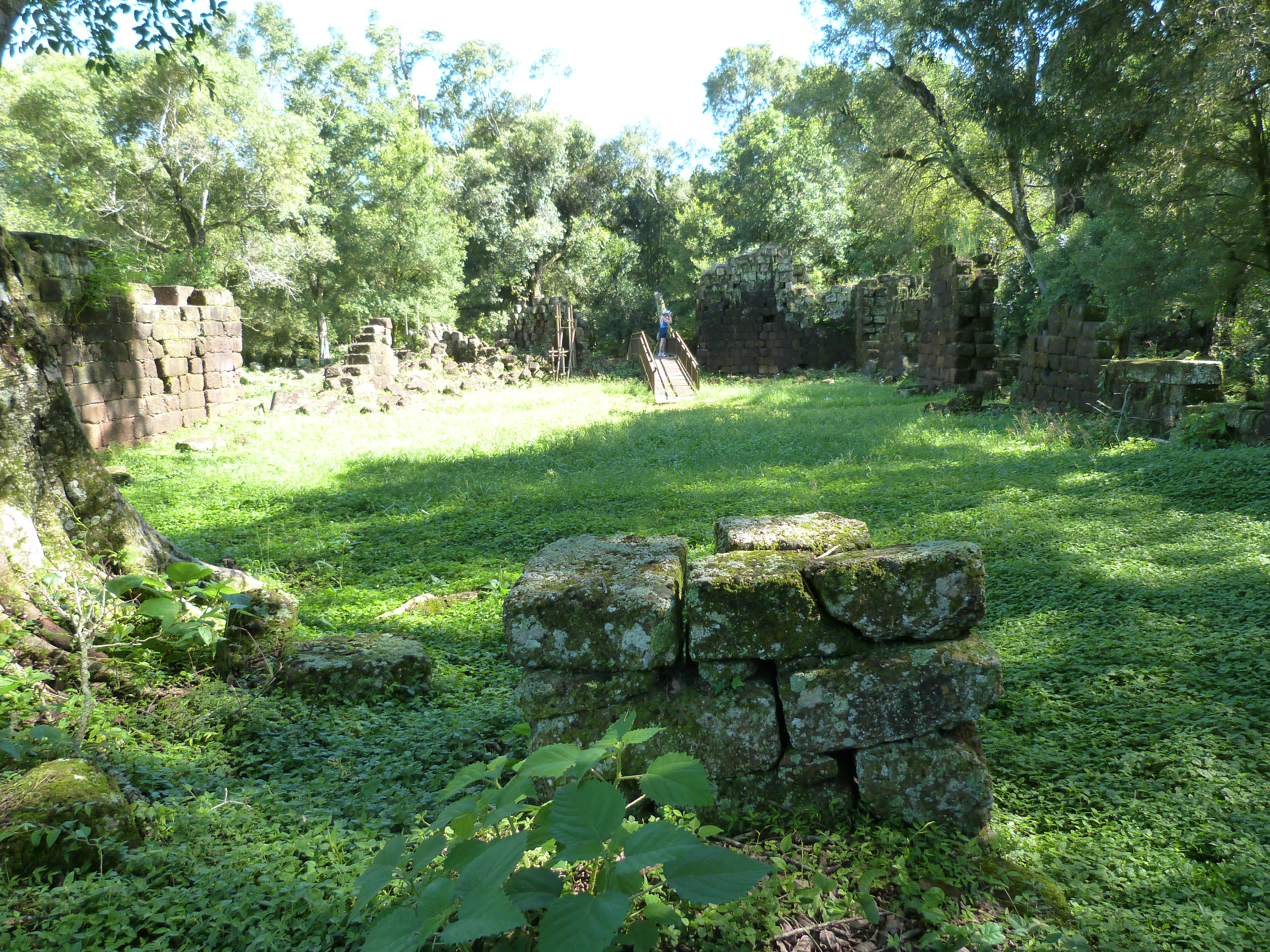
Belső tér részlete
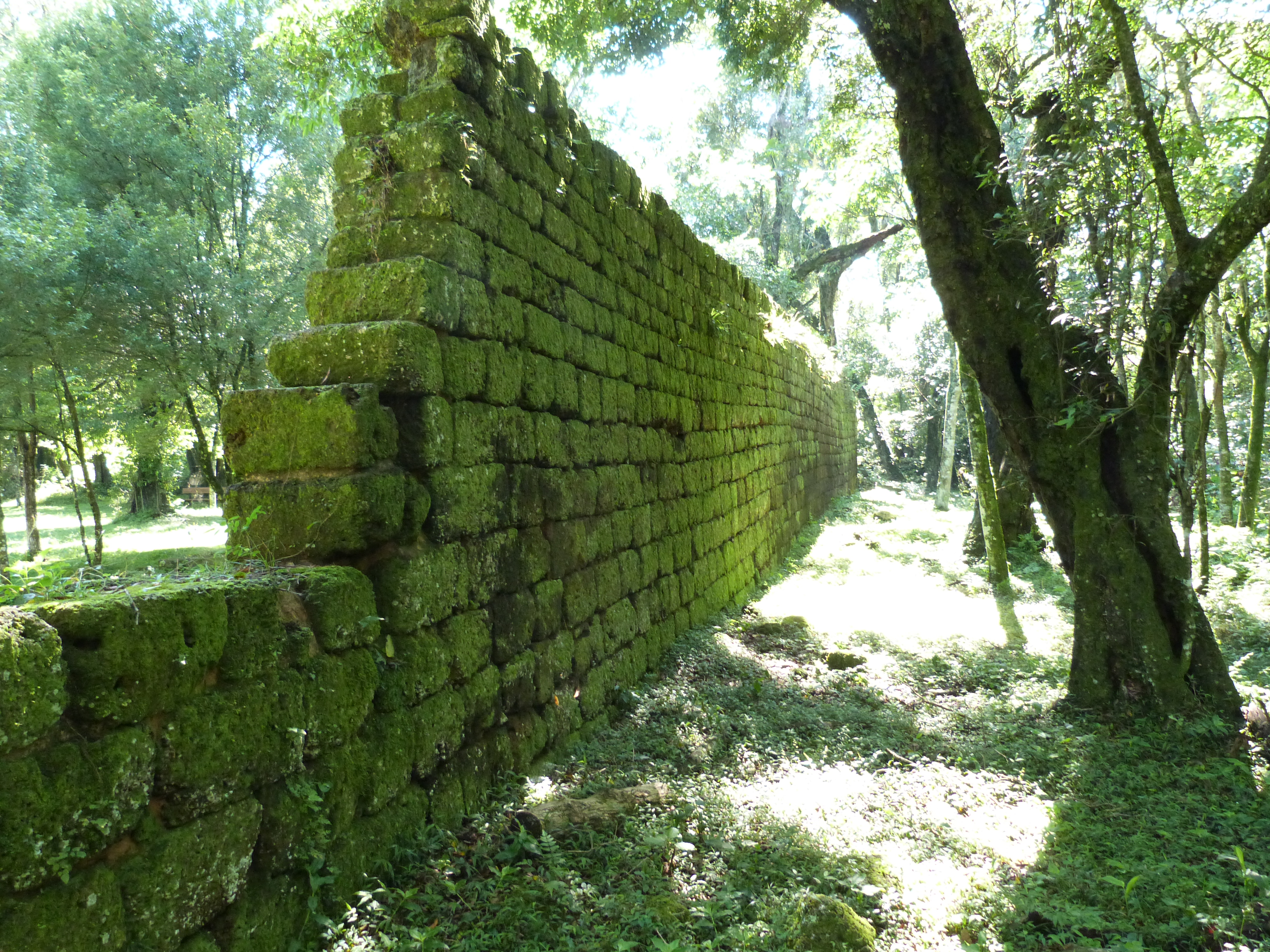
Falrészlet
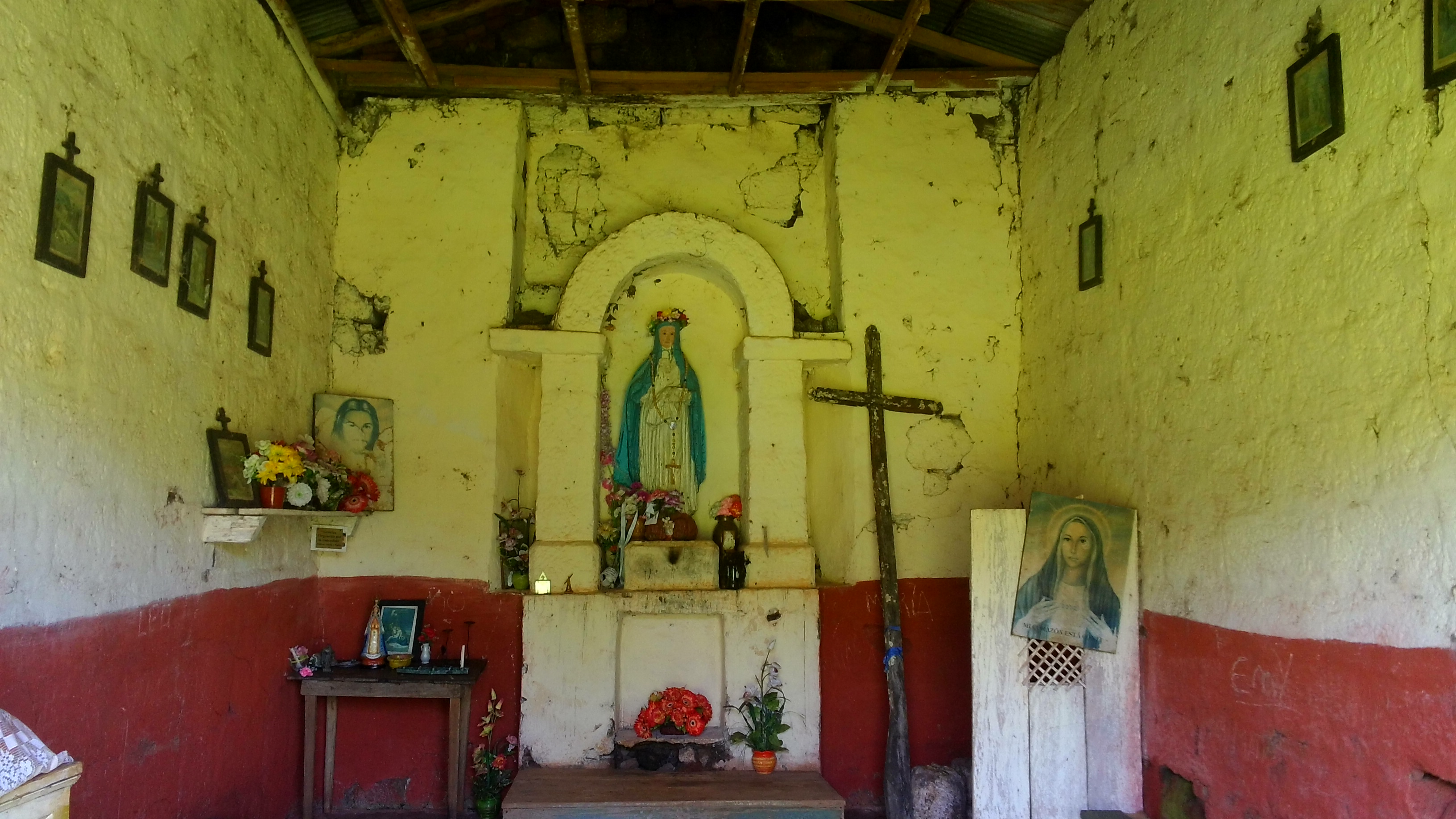
A kápolna belseje
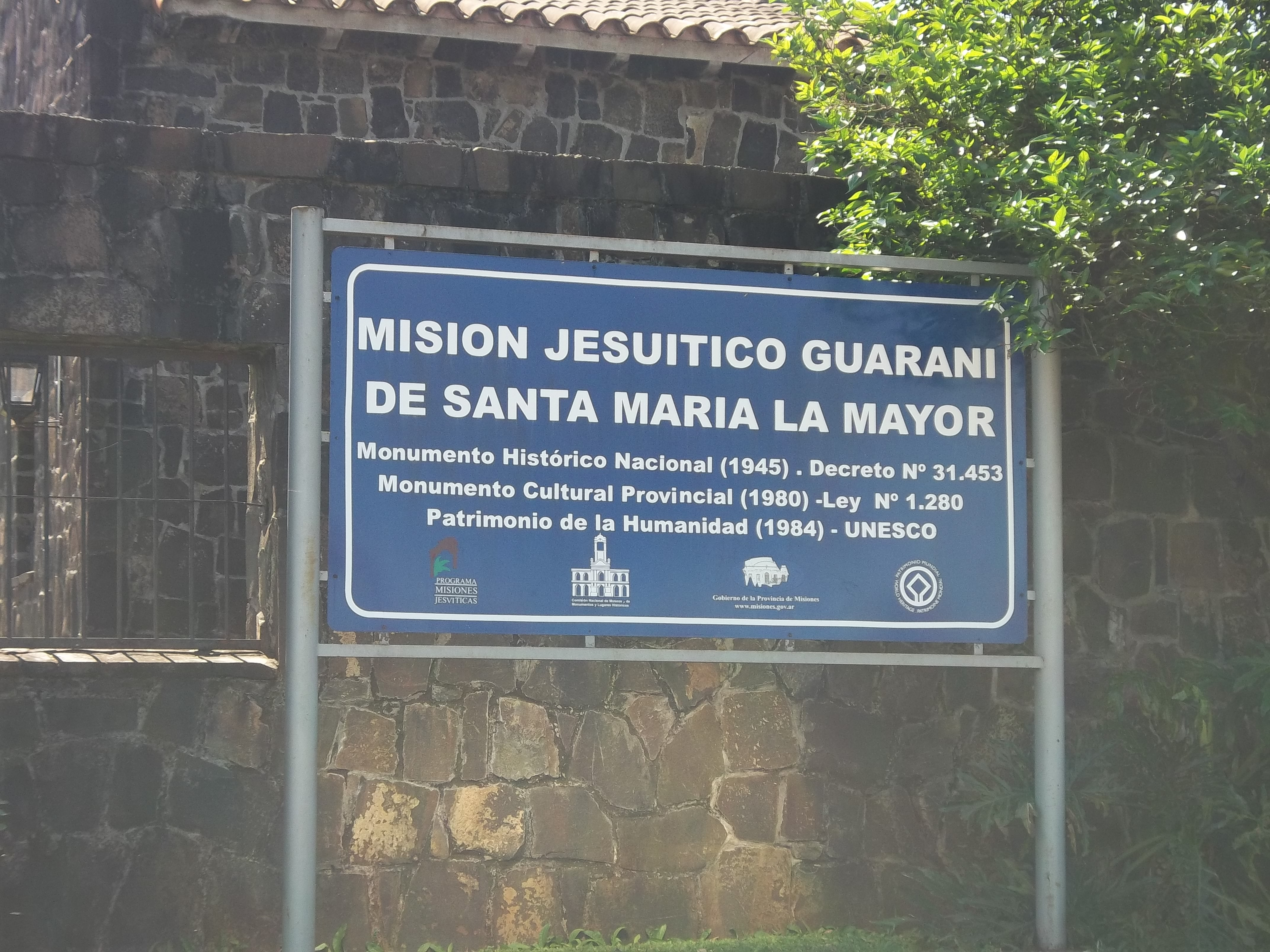
Tábla a bejáratnál